# Поджаров, Павел Кузьмич
Поджа́ров Павел Кузьмич (1913—1988) — новатор угольной промышленности, продолжатель стахановского движения в Кизеловском бассейне. 

## Биография
Родился 9 (22 марта) 1913 года в селе Песчаное (ныне — Купянский район, Харьковская область, Украина) в крестьянской семье. Трудовую деятельность начал в 1923 году пастухом, с 1930 работал на шахте треста «Лисичанскуголь». В 1942 году командирован на шахту № 2 «Капитальная» Кизеловского угольного бассейна.
Выступил инициатором скоростной проходки горных выработок (скаты, просеки, печи и др.). За 1942—1945 годы выполнил 12 годовых норм. В 1944 году установил рекорд выемки твердых пород крутопадающих пластов угля: при норме 1,1 пог. м выработал 16,5 пог. м. Разработал новый высокопроизводительный метод проходки скатов на крутопадающих пластах — метод глубокого вруба по восстанию с последующей отбойкой потолочной толщи угля сверху вниз. Прошел 4 тыс пог. м горных выработок за год, добыв при этом свыше 14 тыс тонн угля. Обучил своему методу 115 человек.
С 1950 года переведен в Донбасс. Работал заместителем директора шахты имени Г. Г. Капустина.
Член ВКП(б) с 1944 года.
В 1973 году для горняков западного Урала учреждена премия имени П. К. Поджарова. В 1986 году о Поджарове снят фильм «Уголь заботы нашей» (режиссёр Ю. Некрасова).
Жил в посёлке Привольное (ныне Лисичанский горсовет, Луганская область, Украина). Умер 14 июня 1988 года.

## Награды и звания
- Герой Социалистического Труда (28.8.1948)
- Сталинская премия третьей степени (1946) — за внедрение новых передовых методов организации труда в горнорудной промышленности, обеспечивших значительное повышение добычи угля и руды
- два ордена Ленина (1947, 1948)
- орден Трудового Красного Знамени
- Знак «Шахтёрская слава» трёх степеней
- Почётный шахтёр СССР (1948).